# Voskovka stálá
Voskovka stálá (Hygrocybe acutoconica), jinak také šťavnatka stálá, šťavnatka zašpičatělá či šťavnatka Rickenova, je druh houby z čeledi šťavnatkovité (Hygrophoraceae).

## Znaky
Klobouk je 1–6 cm široký, nejprve ostře kónický, postupně se rozevírá na široce kónický až plošně rozložený s hrbolkem uprostřed, staré plodnice mají často zvednuté a potrhané okraje. Pokožka je žlutá až naoranžovělá (přičemž okraje jsou světlejší a středový hrbolek tmavší), středově vláknitá, na okrajích znatelně rýhovaná, v závislosti na humiditě prostředí suchá nebo slizká.
Tlusté lupeny jsou u třeně velmi krátce připojené nebo volné, na klobouku jsou řídce uspořádané, barvu mají žlutavou až lososovou, stářím blednou. Výtrusný prach je bílý.
Třeň je 2–10 cm dlouhý, válcovitý, vláknitý, dutý, barvu má žlutou či podobnou kloboukové pokožce, báze je bílá.
Žlutooranžová, žlutá až bleděžlutá dužnina je křehká, tenká, nevyniká žádnou chutí ani vůní.

## Užití
Jedovatá houba.

## Ekologie
Od září do listopadu je možné tuto houbu najít na nehnojených travnatých plošinách, zejména (pod)horských pastvinách a lukách s vápenitým podložím.

## Rozšíření
Druh je rozšířen v oblastech Evropy, Ruska, Blízkého východu, střední a východní Asie, středovýchodní Afriky, Severní a Střední Ameriky, východního pobřeží Jižní Ameriky, Austrálie a Papuy Nové Guineje.

## Galerie

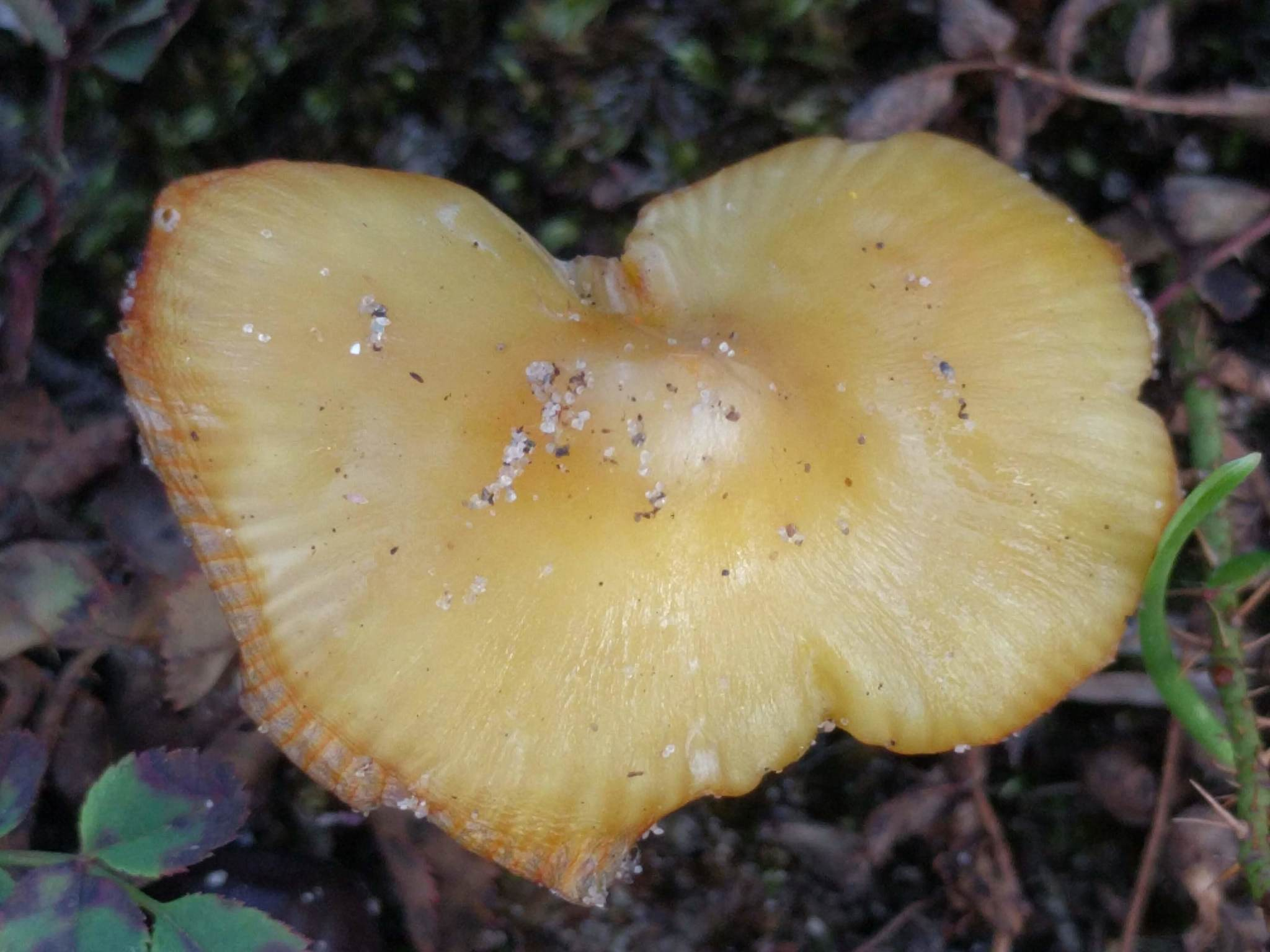
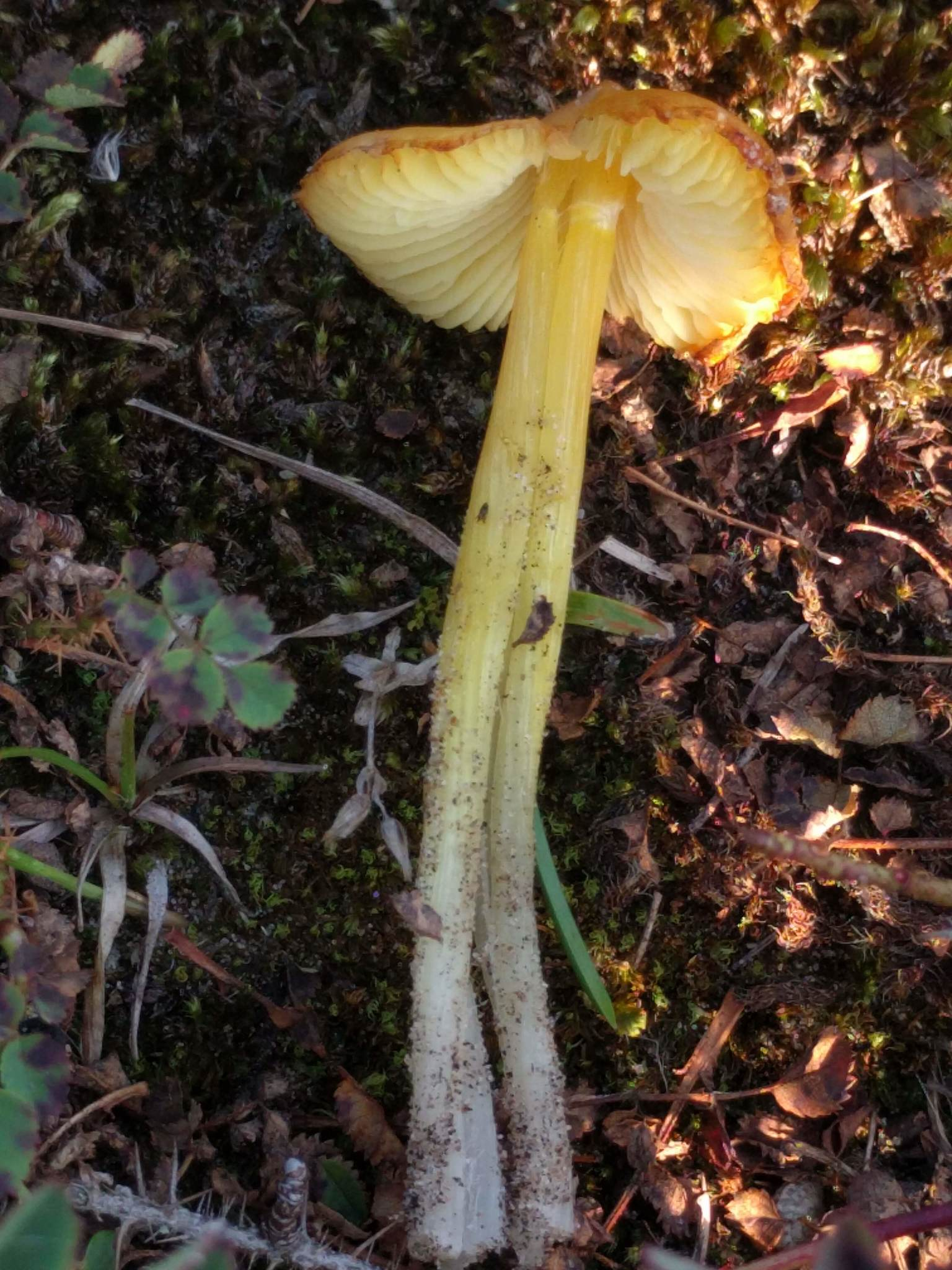
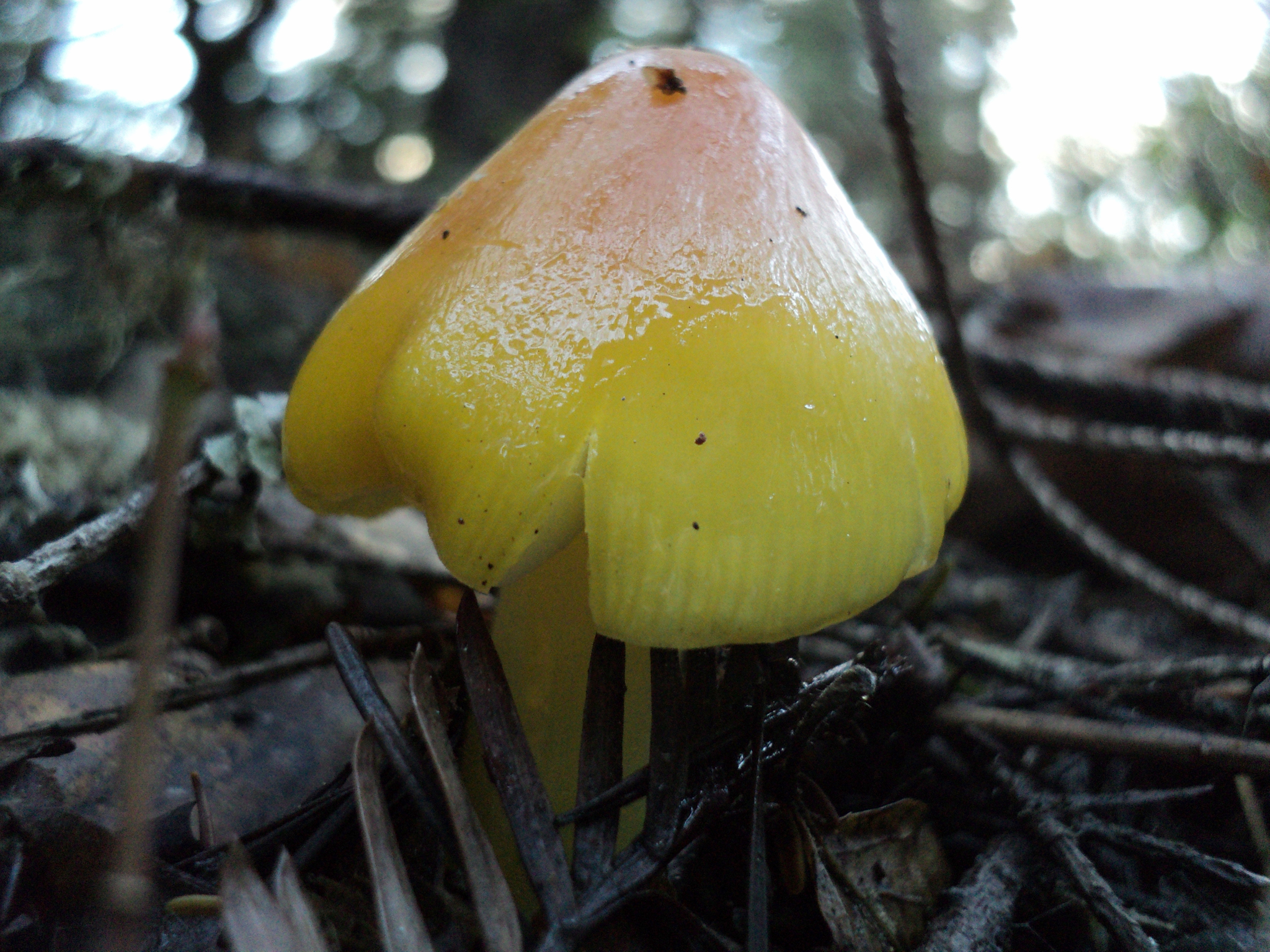
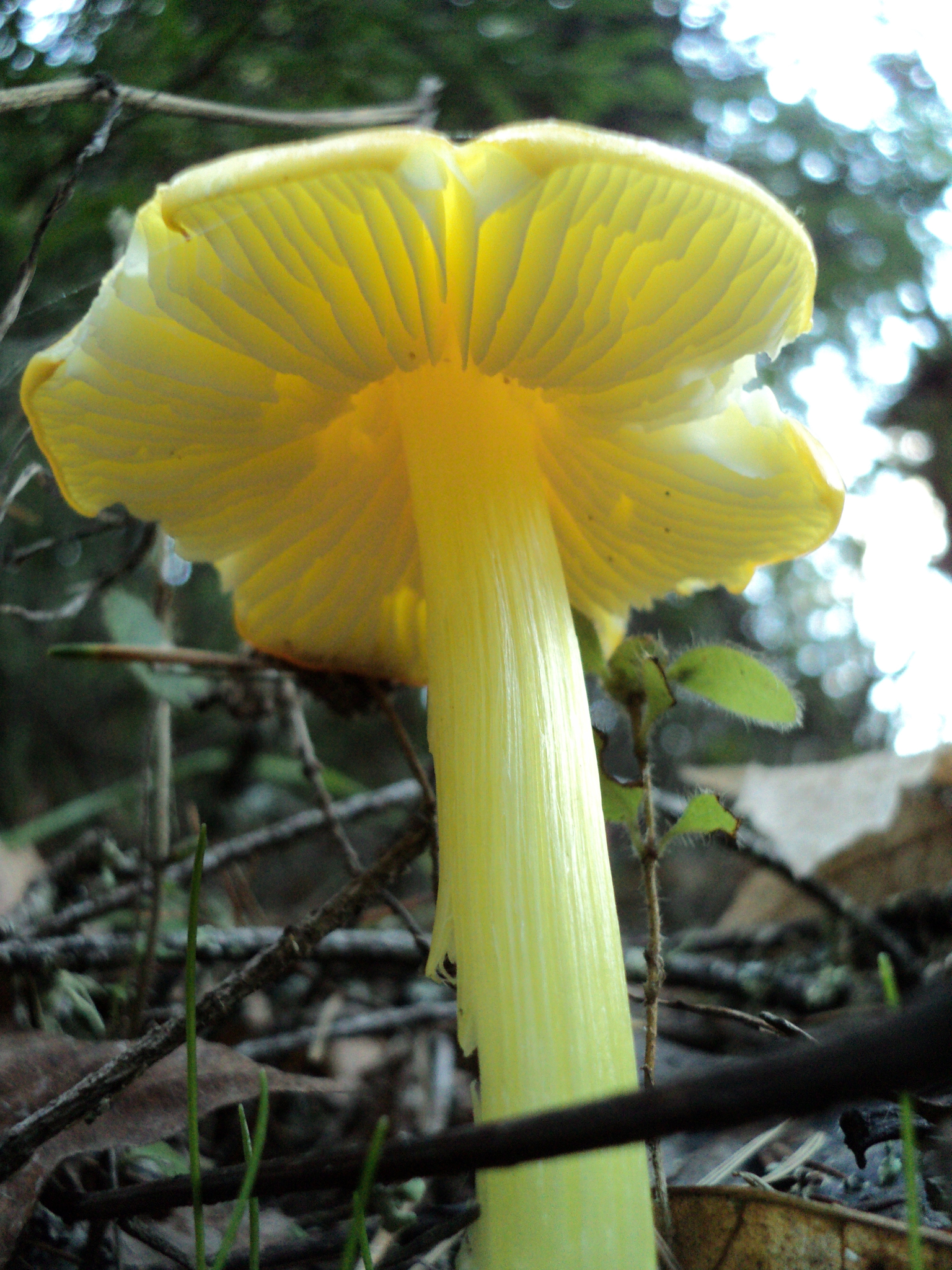

## Možnost záměny
- Voskovka kuželovitá (Hygrocybe conica)
- Voskovka Konradova (Hygrocybe persistens var. konradii) – jedná se o její poddruh, liší se mikroskopicky.
- Voskovka citrónova (Hygrocybe chlorophana)